# トム・レネスト
トム・レネスト（Tom Renesto、本名：Thomas Anthony Renesto、1927年11月4日 - 2000年4月25日）は、アメリカ合衆国のプロレスラー。カリフォルニア州ロサンゼルス出身。
ジョディ・ハミルトンとのヒールの覆面タッグチーム、ジ・アサシンズでの活躍で知られる。ラストネームは「リネスト」とも表記される。

## 来歴
確認されている最古の試合記録は1945年とされる。キャリア初期はトニー・マーティン（Tony Martin）と名乗り、オハイオ、テキサス、フロリダなど各地を転戦。1950年代より本名のトム・レネスト（Tom Renesto）としても活動、地元のロサンゼルス地区ではゴリー・ゲレロ、レイ・スティーブンス、ジョン・トロス、ボボ・ブラジルとも対戦している。南西部のテリトリーにおいては1956年2月13日、ニューメキシコ州アルバカーキにてロッキー・マウンテン・ヘビー級王座を獲得。同年7月27日にはヒューストンにてデューク・ケオムカと組み、マイク・デビアス&ダニー・プレッチェスからNWAテキサス・タッグ王座を奪取した。
1958年、ノース&サウスカロライナおよびバージニアをテリトリーとするミッドアトランティック地区において、グレート・ボロ（Great Bolo）なる覆面レスラーに変身。このキャラクターは、かつてレネストがタッグを組んでいたアル・ラブロックのギミックを継承したものであった。翌1959年からはミズーリ・モーラーことラリー・ハミルトンをパートナーに活動。8月24日にシャーロットにおいて、テキサスでのパートナーだったケオムカ&ミスター・モトの日系コンビからNWA南部タッグ王座を奪取。以降もエンリケ・トーレスやヘイスタック・カルホーンらのチームを相手に、同王座を通算3回獲得した。
1961年、ジョージア地区においてラリーの義弟ジョディ・ハミルトンを新パートナーに、覆面タッグチームのジ・アサシンズ（The Assassins）を結成。以降、同一デザインのマスクと全身タイツという両者の区別の付かないコスチュームのもと、レフェリーの目を盗んだ「すり替わり戦法」などの攪乱術を駆使して、各地のタッグマッチ戦線を席巻した。日本にもアサシンズとして日本プロレスに2回参戦しており、1965年9月の『ハリケーン・シリーズ』での初来日時には豊登&ジャイアント馬場、1970年6月の『第一次ゴールデン・シリーズ』での再来日時にはアントニオ猪木&吉村道明が保持していたアジアタッグ王座にそれぞれ挑戦している。
タッグチームとして活躍する一方、1966年11月5日にはオクラホマ州オクラホマシティにおいて、ダニー・ホッジを破りNWA世界ジュニアヘビー級王座を獲得するなど、シングルでの実績も残している。なお、ミッドアトランティック地区ではグレート・ボロとしてのネームバリューを活かし、ジョディもマイティ・ボロと名乗ってザ・マスクド・ボロズ（The Masked Bolos）のチーム名で活動した。
13年間にわたってアサシンズとして活動後、1974年に引退。以後、ロサンゼルスのNWAハリウッド・レスリング、テネシーのNWAミッドアメリカおよびCWAなどでブッカーを務めた。テネシーでは単発的にリングに復帰しており、1979年にはザ・シークやジプシー・ジョーと組んでファビュラス・フリーバーズ（マイケル・ヘイズ&テリー・ゴディ）と対戦した。1985年にはモンゴリアン・ストンパーのマネージャーを担当、悪徳プロモーターという設定のもとジェリー・ローラーとの抗争アングルも組まれ、11月25日にメンフィスのミッドサウス・コロシアムにおいて、ビル・ダンディーと組んでローラー&エディ・マーリンから勝利を収めた。
2000年4月25日、心不全により72歳で死去。没後の2013年にはアサシンズとしてプロフェッショナル・レスリング・ホール・オブ・フェイムに、2015年にはレスリング・オブザーバー・ニュースレター・ホール・オブ・フェイムに選出され、殿堂入りを果たしている。

## 獲得タイトル
ナショナル・レスリング・アライアンス
- NWA世界ジュニアヘビー級王座：1回[17]

NWAニューメキシコ
- ロッキー・マウンテン・ヘビー級王座：1回[7]

NWAビッグタイム・レスリング
- NWAテキサス・タッグ王座：1回（w / デューク・ケオムカ）[8]
- NWA世界タッグ王座（テキサス東部版）：1回（w / デューク・ケオムカ）[22]

ミッドアトランティック・チャンピオンシップ・レスリング
- NWA南部タッグ王座（ミッドアトランティック版）：3回（w / ラリー・ハミルトン）[11]

ジョージア・チャンピオンシップ・レスリング
- NWA世界タッグ王座（ジョージア版）：2回（w  / ジョディ・ハミルトン）[23]
- NWA南部タッグ王座（ジョージア版）：1回（w / ジョディ・ハミルトン）[24]
- NWA南東部タッグ王座（ジョージア版）：5回（w / ジョディ・ハミルトン）[25]
- NWAジョージア・タッグ王座：10回（w / ジョディ・ハミルトン）[26]
- NWAメイコン・タッグ王座：2回（w / ジョディ・ハミルトン）[27]

チャンピオンシップ・レスリング・フロム・フロリダ
- NWA世界タッグ王座（フロリダ版）：2回（w / ジョディ・ハミルトン）[28]
- NWA USタッグ王座（フロリダ版）：2回（w / ジョディ・ハミルトン）[29]

NWAトライステート
- NWA USタッグ王座（トライステート版）：4回（w / ジョディ・ハミルトン）[30]

NWAオールスター・レスリング
- NWA世界タッグ王座（バンクーバー版）：1回（w / ジョディ・ハミルトン）[31]
- NWAカナディアン・タッグ王座（バンクーバー版）：2回（w / ジョディ・ハミルトン）[32]

ワールドワイド・レスリング・アソシエーツ
- WWA世界タッグ王座：1回（w / ジョディ・ハミルトン）[33]

ワールド・チャンピオンシップ・レスリング
- IWA世界タッグ王座（オーストラリア版）：1回（w / ジョディ・ハミルトン）[34]

## 追記
長男のトム・レネスト・ジュニア（Tom Renesto Jr.）と次男のティム・レネスト（Tim Renesto）もプロレスラーとしてリングに上がっていた。トム・ジュニアは父親と同様、ジ・アサシンを名乗って覆面レスラーとしても活動しており、1980年8月にはロサンゼルスのオリンピック・オーディトリアムにおいてロン・スターと組み、日本から遠征してきた坂口征二&長州力の北米タッグ王座に挑戦した。ティムはインディアン・ギミックのティム・トール・トゥリー（Tim Tall Tree）として1981年10月に新日本プロレスに来日している。